# Ulica Wojciecha Bogusławskiego we Wrocławiu

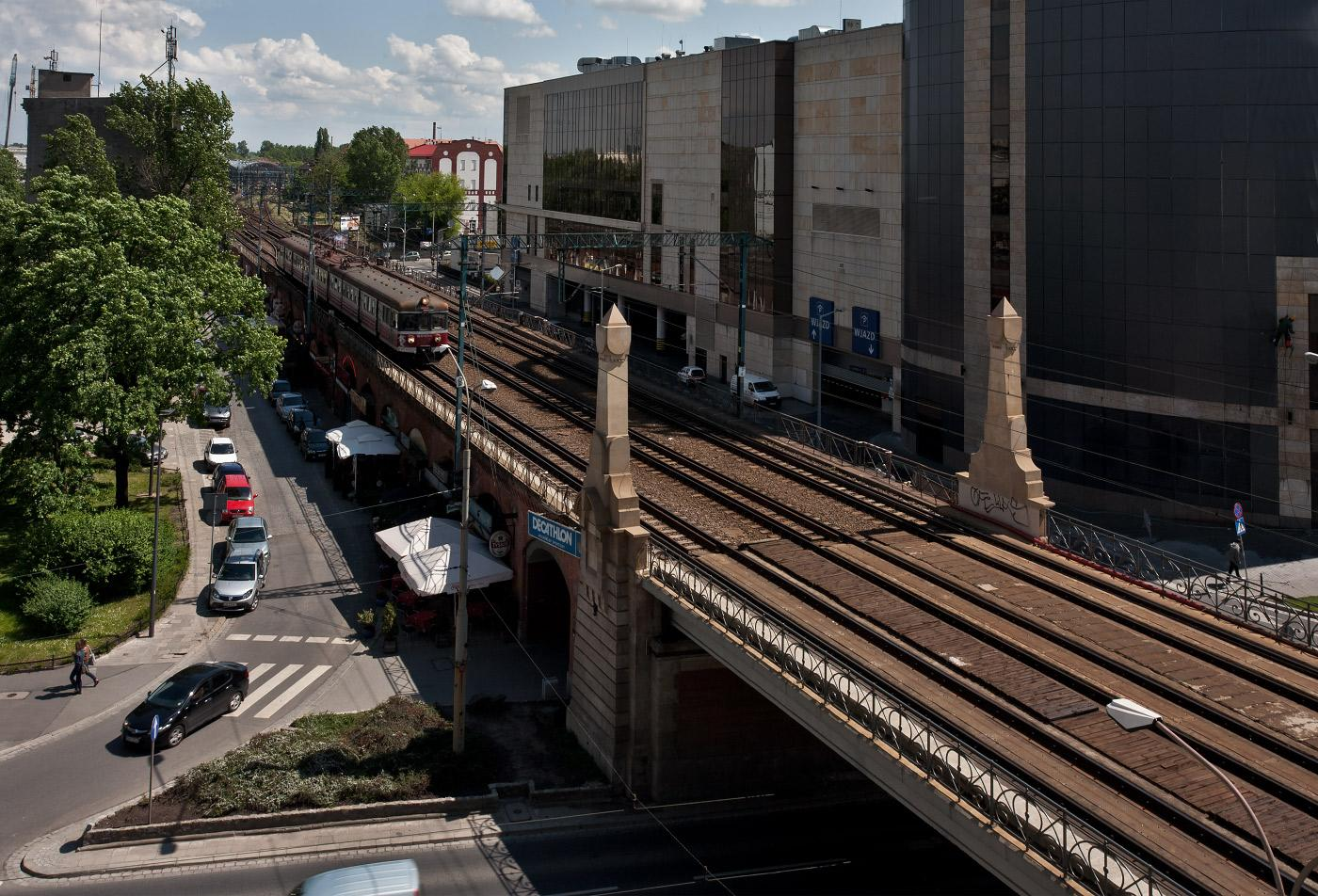
Estakada i odcinek ulicy od ul. Świdnickiej w kierunku ul. Komandorskiej

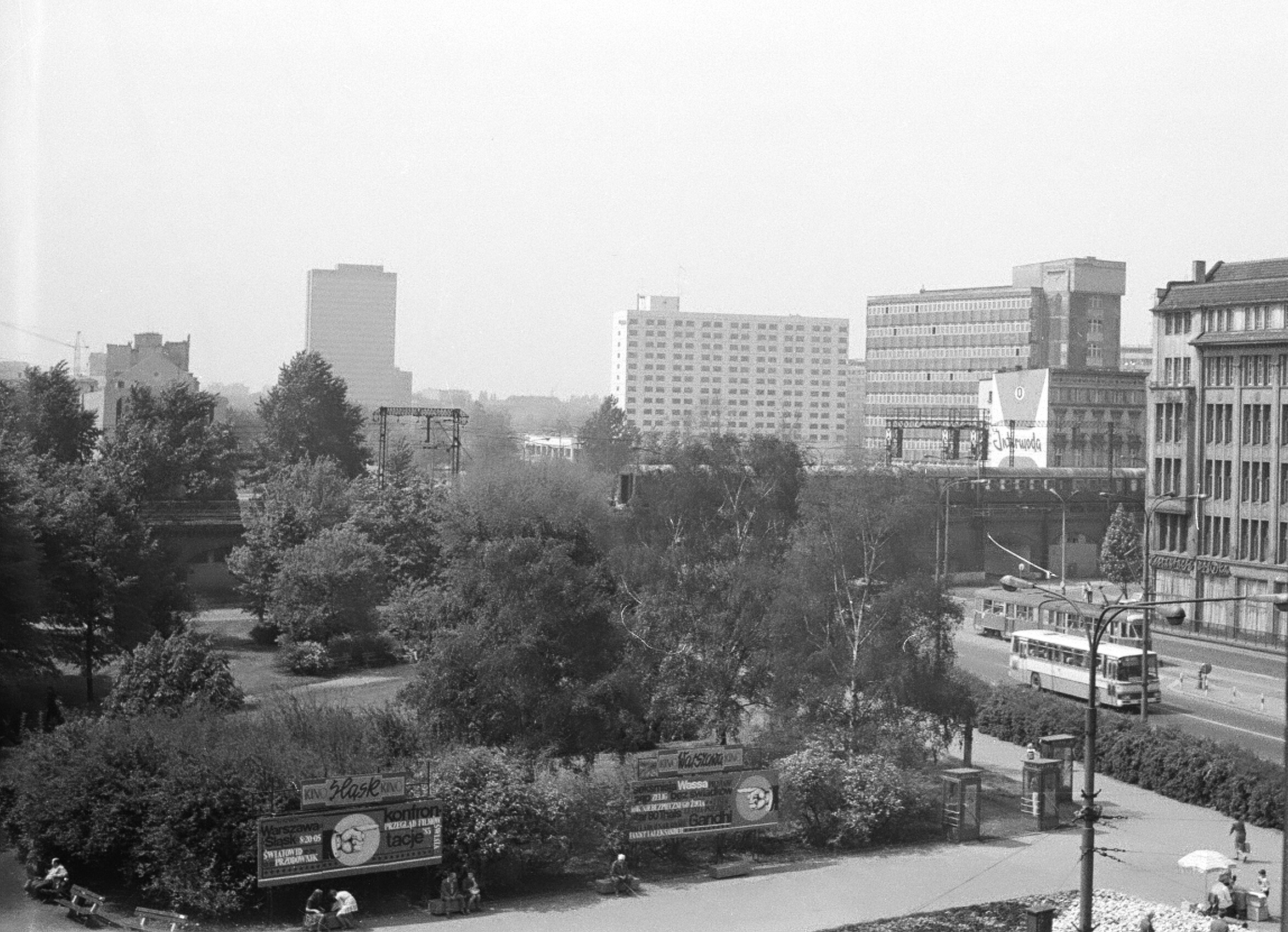
Ulica Świdnicka i W. Bogusławskiego w 1983 r.

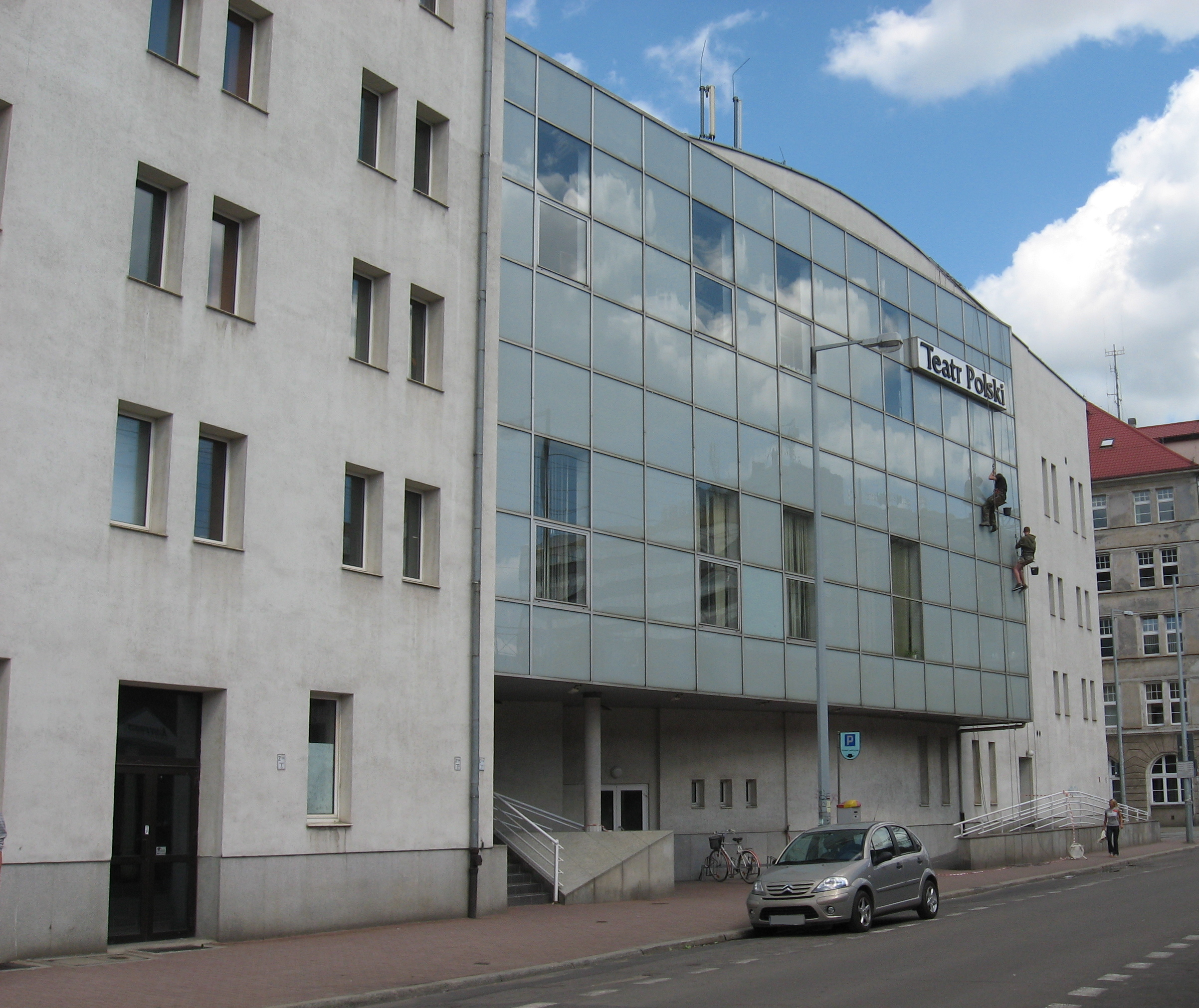
Teatr Polski od strony ul. W. Bogusławskiego

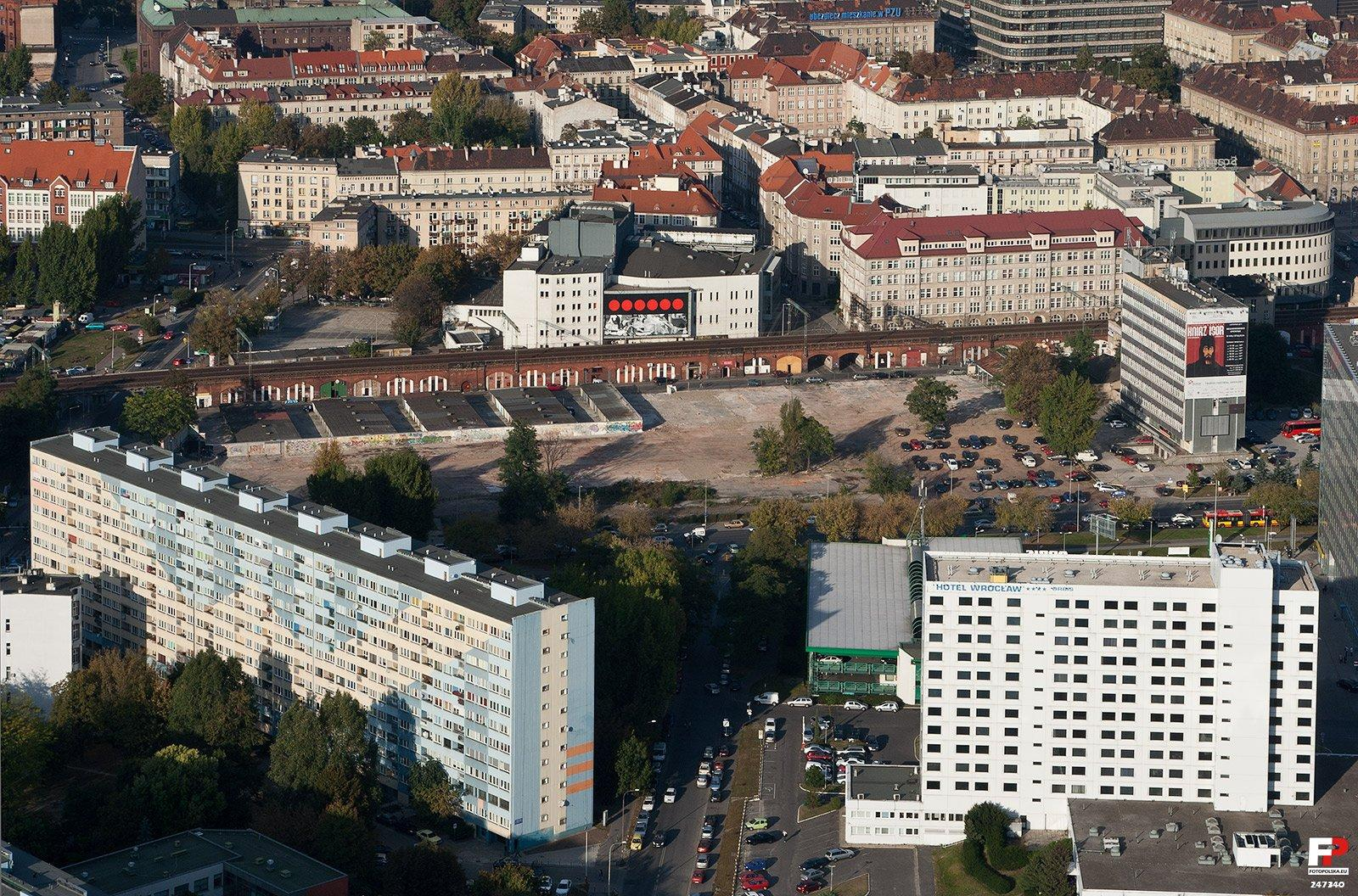
Zabudowa odcinka początkowego (za estakadą kolejową)

Ulica Wojciecha Bogusławskiego – ulica położona we Wrocławiu, łącząca ulicę Tadeusza Zielińskiego z ulicą Stawową, na osiedlu Przedmieście Świdnickie w dawnej dzielnicy Stare Miasto. Ulica ma 696 m długości. Charakterystyczną cechą tej ulicy jest jej przebieg wzdłuż nasypu i estakady kolejowej biegnącej ze stacji Wrocław Główny w kierunku zachodnim. Z tego względu, pierzeję południową ulicy stanowią w całości budowle kolejowe, a wszystkie budynki i inne obiekty przy tej ulicy znajdują się po stronie północnej. Znajdują się tu między innymi budynki Teatru Polskiego ze sceną imienia Jerzego Grzegorzewskiego, zespół budynków Urzędu Miejskiego Wrocławia, obejmujący między innymi zabytkowy dawny dom towarowy, oraz zabytkowy zespół budynków Teatru Muzycznego „Capitol”. Pod estakadą kolejową po stronie południowej znajdują się obiekty usługowo-handlowe.

## Historia
Do lat 40. XIX wieku wzdłuż współczesnych ulic: Wojciecha Bogusławskiego i Kolejowej do ulicy Tęczowej biegła polna droga, która równocześnie stanowiła granicę miasta. Na skrzyżowaniu tej drogi i ulicy Świdnickiej znajdowała się rogatka miejska („Świdnicka”). Projekt wybudowania ulicy w miejscu starej drogi powstał w 1845 r. Ulicy nadano wówczas także nazwę. Początkowo wytyczono jedną ulicę, obejmującą zarówno współczesną ulicę Wojciecha Bogusławskiego i Kolejową, a także ulicę Nasypową, która otrzymała wspólną nazwę Friedrichstrasse (Fryderyka). W czasie projektowania i tyczenia ulicy istniały już ulice poprzeczne: Świdnicka – 1823 r., Borowska, ale już inne ulice powstawały później: Tadeusza Zielińskiego, Komandorska – 1863 r., Gabrieli Zapolskiej – 1907 r.
Obszar pomiędzy dzisiejszymi ulicami: Wojciecha Bogusławskiego, Świdnicką i Józefa Piłsudskiego zajmowała niegdyś rezydencja kupca Kaspra Scultettiego. W domu tym bywało wielu znakomitych gości, w tym polscy królowie z dynastii saskiej. Od budynku w kierunku dzisiejszej ulicy Wojciecha Bogusławskiego urządzona była tzw. oranżeria Scultettiego.
Historia ulicy w okresie intensywnego rozwoju kolejnictwa nierozerwalnie związana jest z budową linii kolejowej łączącej dworzec Górnośląski z liniami wybiegającymi w kierunku zachodnim . Powstała ona w 1846 r. łącząc trzy dworce kolejowe. Były to tory kolejowe zbudowane w poziomie terenu, co w połączeniu z intensywnym rozwojem miasta, kolizją torowiska z ulicami oraz torowiskami tramwajowymi, generowało liczne problemy, a część ulicy i zabudowy znalazła się po stronie południowej torów kolejowych . Zabudowa ulicy wraz jej wybrukowaniem trwała do lat 60. XIX wieku. Z powyższych względów podjęto decyzję o przebudowie tras kolejowych. Pierwszym etapem była budowa całkowicie nowej linii umożliwiającej ruch pociągów z pominięciem centrum miasta, tzw. obwodnicy kolejowej Wrocławia oddanej do eksploatacji w 1896 roku, która umożliwiła przebudowę głównej linii kolejowej. Inwestycję przeprowadzono w latach 1896–1901, wraz z przebudową dworca Wrocław Główny w latach 1896–1905. W efekcie powstał nasyp i estakada wyniesiona ponad przyległy teren, zapewniająca bezkolizyjny ruch pociągów przez gęsto zabudowany obszar miasta. Tory położone są około 5 m nad poziomem okolicznych ulic, a sama estakada ma długość 620 m. Składają się na nią cztery wiadukty w konstrukcji stalowej o rozpiętości 20–25 m, oraz 67 sklepionych przęseł wykonanych w technologii murowanej o rozpiętości 5–6 m. W końcowym odcinku ulicy linia prowadzona jest na nasypie, ale ujętym obustronnie w pionowe mury oporowe wykonane z ciosów granitu. Odcinek ten ma długość 400 m i kończy się przy wiadukcie nad ulicą Stawową i Borowską .
Jak wyżej zaznaczono ulica ta nosiła wspólną nazwę Friedrichstrasse. Po wyżej opisanych przekształceniach w zagospodarowaniu przyległych terenów, w 1906 roku, ulicę podzielono, a odcinek, który dziś nosi nazwę Wojciecha Bogusławskiego, otrzymał nazwę Springerstrasse.
W 1906 r. według projektu Waltera Häntschela i Hermanna Wahlicha wybudowano gmach teatru Metropol, obecnie Teatr Polski (1905 r.). Do 1935 r. działała tu operetka, a następnie teatr dramatyczny. Natomiast w 1929 r. zbudowano budynki kinoteatru, obecnie Teatr Muzyczny „Capitol”, zaprojektowane przez berlińskiego architekta Friedricha Lippa.
W wyniku działań wojennych prowadzonych podczas oblężenia Wrocławia w 1945 r. znaczna część zabudowy uległa zniszczeniu. Dotknęło to między innymi budynek teatru, który odbudowano w 1950 r. na podstawie projektu Andrzeja Józefa Frydeckiego. W budynku działał Teatr Polski od 20.12.1950 r. W 1994 r. miał miejsce pożar podczas którego spłonęła widownia i foyer. Odbudowę po pożarze przeprowadzono według projektu Wiktora Jackiewicza, a ponowne otwarcie teatru nastąpiło 20.05.1996 r. Od 14.09.2005 r. duża scena nosi imię Jerzego Grzegorzewskiego. W znacznie zniszczonym zespole zabudowy kinoteatru ocalała scena i widownia oraz budynek magazynowo-biurowy. Po wojnie działo tu kino Śląsk, Operetka Wrocławska, a od lipca 2004 r. Teatr Muzyczny „Capitol”. W budynku magazynowo-biurowym przy ulicy Wojciecha Bogusławskiego 14 po wojnie między innymi znajdowała się przez pewien okres siedziba Okręgowego Zarządu Kin.
W 2008 r. wydano decyzję administracyjną, na podstawie której dokonano rozbudowy budynku urzędu miejskiego położonego przy ulicy Gabrieli Zapolskiej 4 i Wojciecha Bogusławskiego 6, w kierunku ulicy Świdnickiej. Dobudowanej części nadano adresy przy ulicy Wojciecha Bogusławskiego 8 i 10. Inwestycję ostatecznie zakończono w 2015 r., a zrealizowana została przez Wydział Obsługi Urzędu (JUO-13).
Kolejną znaczącą inwestycją była przebudowa i rozbudowa zespołu budynków Teatru Muzycznego „Capitol” realizowana na podstawie decyzji z 2009 r.
W latach 2013–2015 zrealizowano projekt budowy sygnalizacji świetlnej wraz z przejściem dla pieszych i korekty ścieżki rowerowej na skrzyżowaniu ulicy Świdnickiej z ulicą Wojciecha Bogusławskiego. Do tej pory bowiem nie było połączenia między dwoma odcinkami ulicy rozdzielonymi przez jezdnię ulicy Świdnickiej. Inwestycję zrealizował Wydział Inżynierii Miejskiej (JUI-11).
Wolny teren na rogu ulicy Wojciecha Bogusławskiego i Komandorskiej zabudowany został w latach 2015–2017 biurowcem przy ulicy Komnadorskiej 12. Inwestorem było Towarzystwo Funduszy Inwestycyjnych PZU, roboty budowlane zrealizowała firma Budimex na podstawie projektu, który powstał w pracowni grupa 5 architekci z siedzibą w Warszawie. Budynek wykonano w standardzie technicznym klasy A zgodnie z wymogami zielonego certyfikatu LEED Gold.
Z kolei w latach 2016–2018 zbudowano na wolnym terenie ograniczonym ulicami Wojciecha Bogusławskiego, Komandorską i Józefa Piłsudskiego oraz zespołem zabudowy Teatru Muzycznego „Capitol” budynek Retro Office House. Inwestorem był LC Corp z Wrocławia (Develia), a generalnym wykonawcą również firma Budimex, natomiast projekt powstał w Autorskiej Pracowni Architektury Kuryłowicz & Associates. W budynku pierwotnie mieścić się miał hotel Hilton Garden Inn . W miejscu tym po wojnie funkcjonowała między innymi kolektura totalizatora wyścigów konnych .

## Nazwy
W swojej historii ulica nosiła następujące nazwy:
- Friedrichstrasse, od 1845 r. do 1906 r.[10][11][12]
- Springerstrasse, od 1906 r. do 1946 r.[10][11]
- Wojciecha Bogusławskiego, od 1946 r.[1][10][11]

Nazwa Friedrichstrasse upamiętnia pobyt króla Prus Fryderyka Wielkiego we Wrocławiu, w ogrodzie przy tej ulicy i który zatrzymał się przy tej ulicy, w części później nazwanej Springerstrasse. Nazwa ulicy Springerstrasse upamiętniała Karla Springera, właściciela sali koncertowej przy Gartenstrasse 39/41 (zburzonej w 1945 r.). Współczesna nazwa ulicy imienia Wojciecha Bogusławskiego została nadana przez Zarząd Wrocławia i ogłoszona w okólniku nr 12 z 7.03.1946 r. Upamiętnia ona Wojciecha Bogusławskiego (urodzonego w 1757 r., zmarłego w 1829 r.), aktora i dramatopisarza, który przez niektórych autorów publikacji nazywany jest ojcem teatru polskiego.

## Układ drogowy

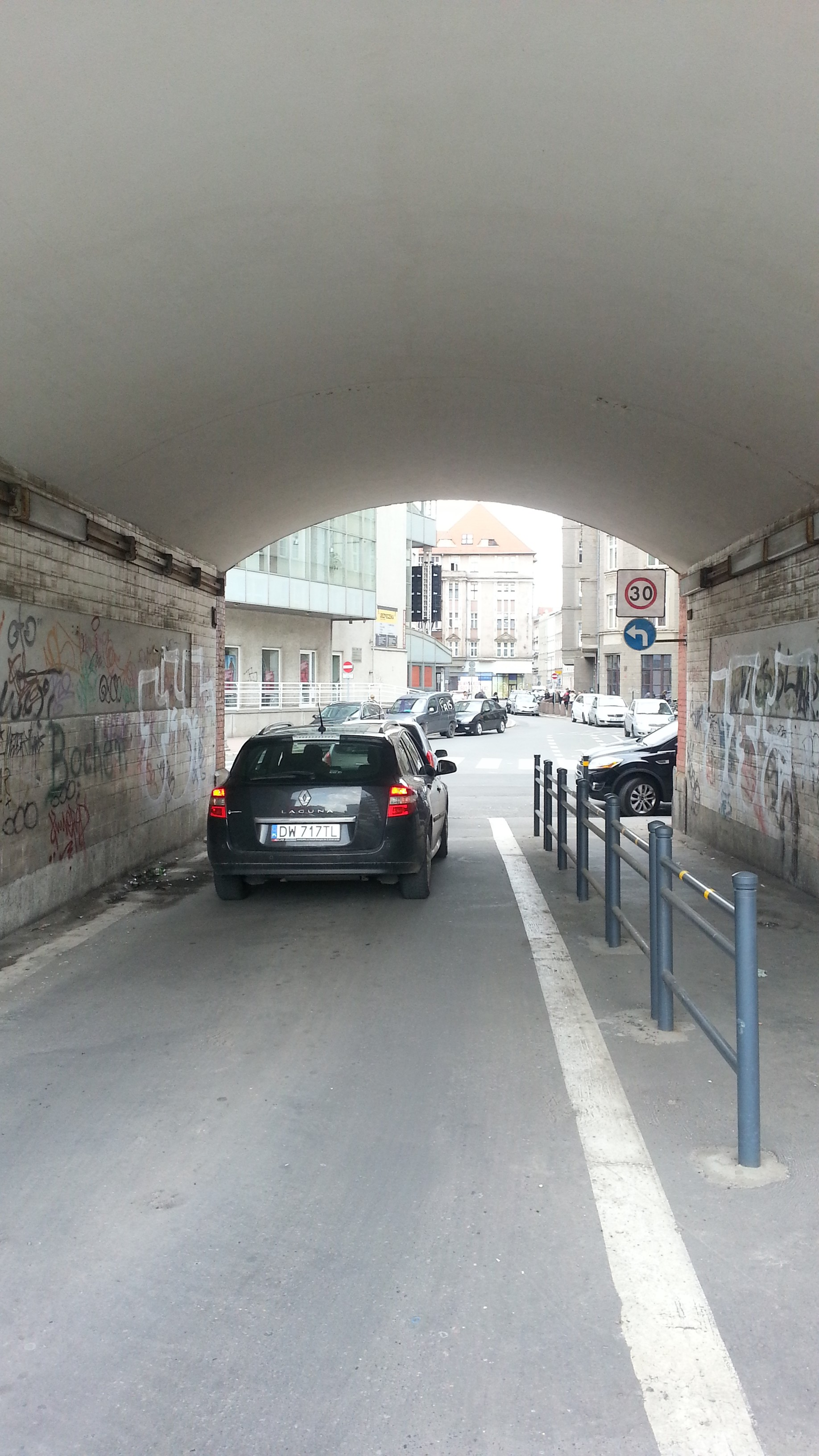
Przejazd pod estakadą od ul. Nasypowej w kierunku ul. W. Bogusławskiego i G.Zapolskiej

Do ulicy Wojciecha Bogusławskiego przypisana jest droga gminna nr 104984D o długości 696 m (numer ewidencyjny drogi G1049840264011), klasy dojazdowej. Do ulicy przypisana jest także droga wewnętrzna o długości 44 m i działka pod rezerwę, obie w rejonie Zaułku Wolskiego i ulicy Komandorskiej. Na odcinku ulicy od ulicy Tadeusza Zielińskiego do ulicy Świdnickiej jezdnia posiada nawierzchnię z masy bitumicznej, a na odcinku ulicy od ulicy Świdnickiej do ulicy Stawowej z granitowej kostki brukowej (z wyjątkiem krótkich odcinków na początku i końcu drogi). Wzdłuż całej ulicy wyznaczono kontraruch rowerowy, a droga ta powiązana jest ze ścieżkami rowerowymi i kontrpasami wyznaczonymi wzdłuż ulic: Tadeusza Zielińskiego, Gabrieli Zapolskiej, przez przejazd bramowy pod budynkiem urzędu miejskiego przy ulicy Wojciecha Bogusławskiego 8-10, Świdnickiej i Powstańców Śląskich oraz Stawowej i Borowskiej.
Ulica łączy się z następującymi drogami publicznymi, kołowymi, oraz innymi drogami:
| rodzaj                                                                | droga                                                                             | foto |
| --------------------------------------------------------------------- | --------------------------------------------------------------------------------- | ---- |
| kontynuacja ulicy                                                     | ulica Kolejowa (ulica lokalna)                                                    |      |
| skrzyżowanie                                                          | ulica Tadeusza Zielińskiego (zbiorcza klasy technicznej)                          |      |
| skrzyżowanie                                                          | ulica Gabrieli Zapolskiej (klasy dojazdowej) przejazd w ramach estakady kolejowej |      |
| skrzyżowanie, torowisko tramwajowe sygnalizacja świetlna dla pieszych | ulica Świdnicka (ulica śródmiejska)                                               |      |
| skrzyżowanie                                                          | ulica Komandorska (ulica śródmiejska)                                             |      |
| skrzyżowanie                                                          | Zaułek Wolski (pasaż pieszy)                                                      |      |
| skrzyżowanie                                                          | ulica Stawowa (ulica śródmiejska)                                                 |      |

Ulica położona jest na działkach ewidencyjnych stanowiących drogi gminne, wewnętrzne i rezerwę terenu.
| numer                                                                         | pole powierzchni | rodzaj           | położenie                                           |
| ----------------------------------------------------------------------------- | ---------------- | ---------------- | --------------------------------------------------- |
| obręb Stare Miasto, AM 35, nr 54/2                                            | 4.328 m²         | droga gminna     | od ulicy Tadeusza Zielińskiego do ulicy Świdnickiej |
| obręb Stare Miasto, AM 35, nr 63                                              | 3.581 m²         | droga gminna     | od ulicy Świdnickiej do ulicy Stawowej              |
| obręb Stare Miasto, AM 35, nr 69/3                                            | 195 m²           | droga wewnętrzna | od ulicy Komandorskiej do Zaułku Wolskiego          |
| obręb Stare Miasto, AM 35, nr 69/3                                            | 832 m²           | rezerwa          | od Zaułku Wolskiego do ulicy Stawowej               |
| Podsumowanie: drogi gminne: 7.909 m² drogi wewnętrzne: 195 m² rezerwa: 832 m² |                  |                  |                                                     |

Ulica przebiega przez teren o wysokości bezwzględnej od 117,9 do 118,8 m n.p.m.

## Zabudowa i zagospodarowanie

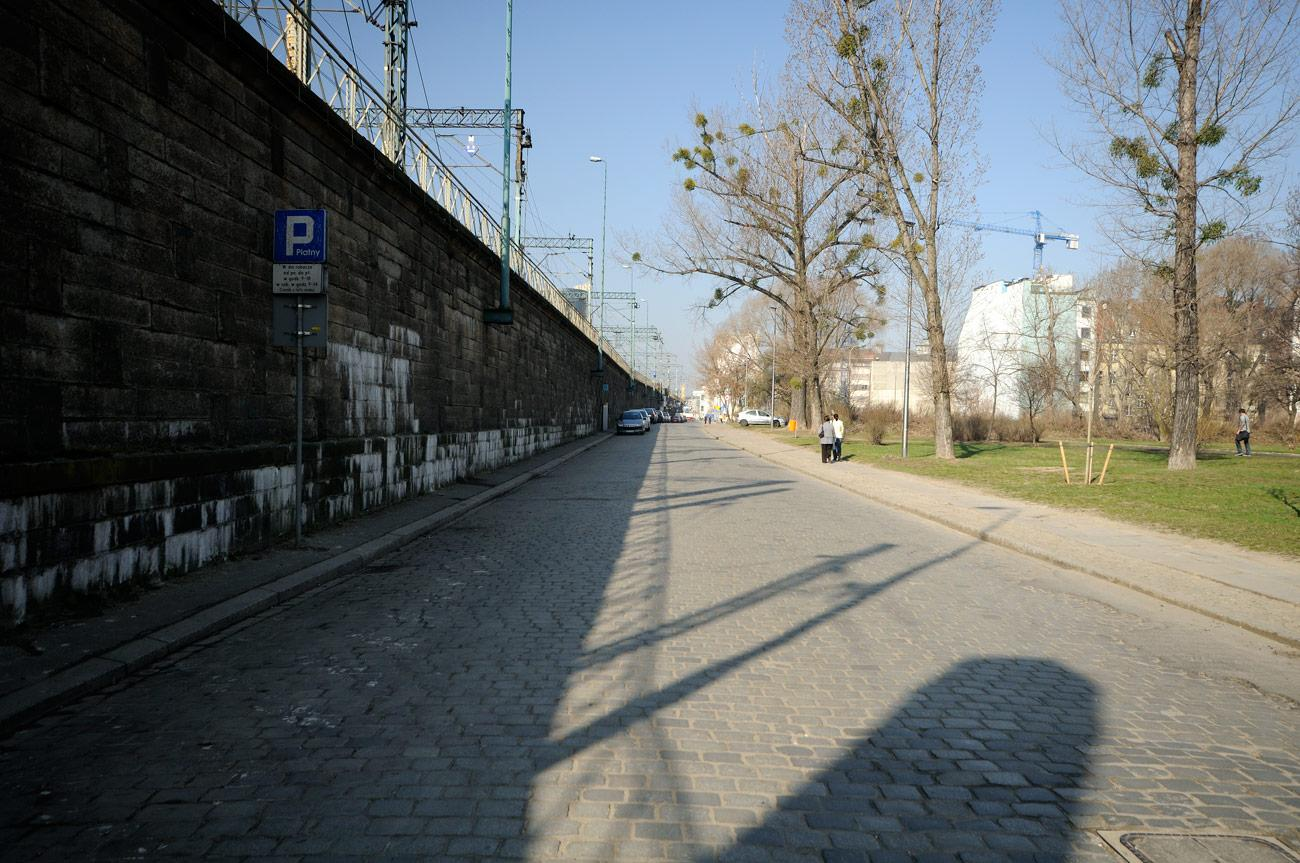
Odcinek od ul. Stawowej w kierunku ul. Komandorskiej

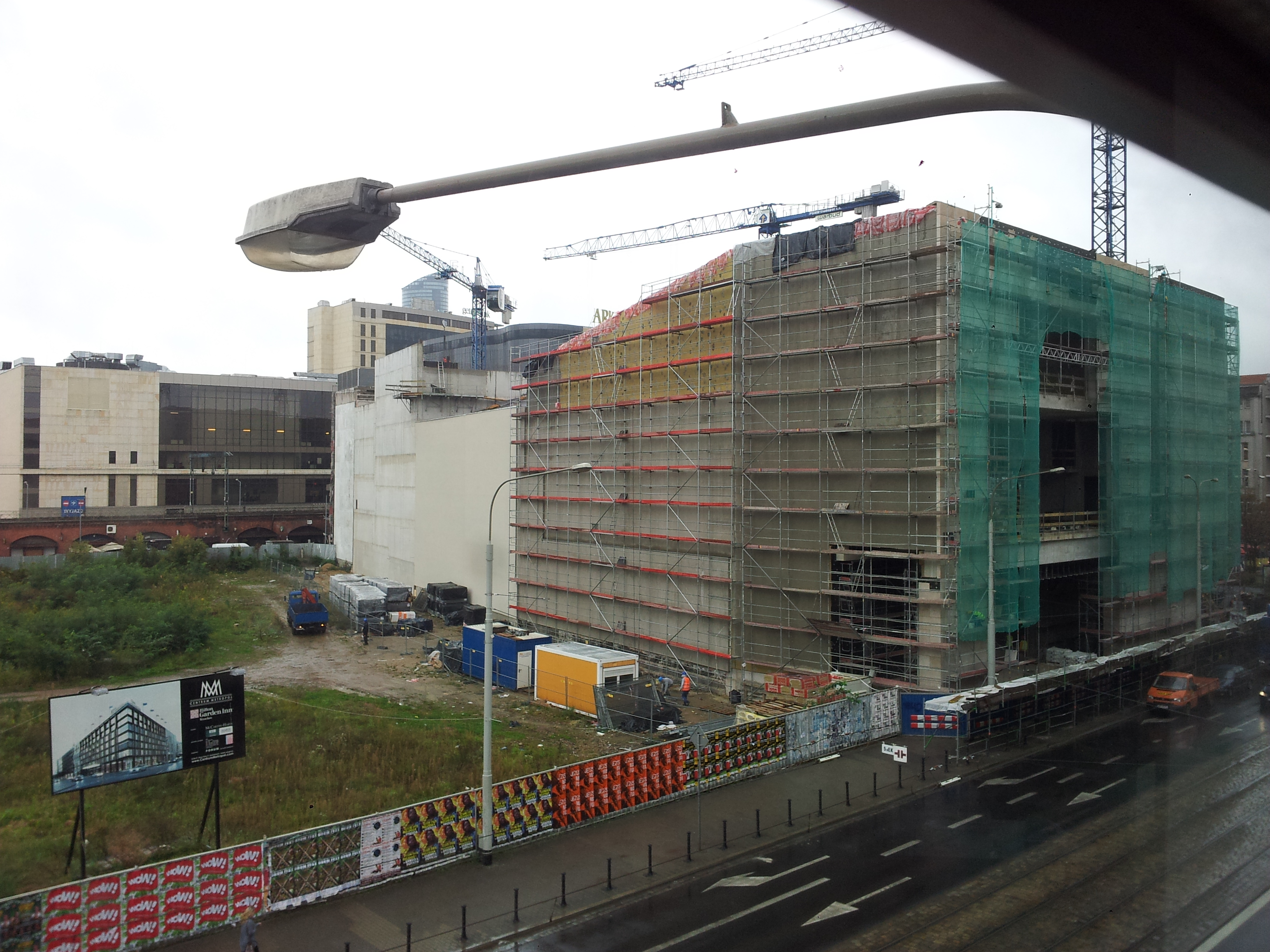
Teren pod budowę Retro Office House

Ulica przebiega w przybliżeniu w układzie równoleżnikowym wzdłuż – położonych po południowej stronie ulicy – estakady i ujętego w mury oporowe nasypu kolejowego, na których ułożone są trzy tory, w ramach dwu linii kolejowych: nr 271 i nr 273  . Pod estakadą w poziomie terenu między filarami znajdują się lokale użytkowe, współcześnie o funkcji handlowej, usługowej, rozrywkowej i gastronomicznej, o adresach: ulica Wojciecha Bogusławskiego 1-105 i ulica Kolejowa 2-20a. Ponadto w ramach estakady znajdują się otwarte przejścia i przejazdy: na przedłużeniu ulicy Gabrieli Zapolskiej (dwa przęsła) i przy wiadukcie nad ulicą Świdnicką, po obu stronach, po jednym przęśle . Wśród budowli kolejowych na odcinku ulicy Wojciecha Bogusławskiego znajdują się następujące wiadukty kolejowe: nad ulicą Tadeusza Zielińskiego, Świdnicką oraz Powstańców Śląskich, Komandorską i Stawową oraz Borowską .
Strona północna ulicy na odcinku od ulicy Tadeusza Zielińskiego do ulicy Gabrieli Zapolskiej obejmuje jednokondygnacyjny zespół jednostanowiskowych garaży pod numerem 2, stację transformatorową i tylną fasadę czterokondygnacyjnego budynku, w którym mieści się Scena imienia Jerzego Grzegorzewskiego Teatru Polskiego. Kolejny odcinek ulicy od ulicy Gabrieli Zapolskiej do ulicy Świdnickiej po stronie północnej obejmuje na całej pierzei pięciokondygnacyjną zabudowę zespołu budynków należących do Urzędu Miejskiego Wrocławia, w tym częściowo jest to zabytkowy budynek dawnego domu towarowego i budynek współczesny z przejazdem i przejściem bramowym do wnętrza międzyblokowego, pod adresem ulica Gabrieli Zapolskiej 4 i ulica Wojciecha Bogusławskiego 6-10. Tu mieszczą się między innymi Centra Obsługi Mieszkańca. Za ulicą Świdnicką znajduje się zieleniec przy skwerze Wojciecha Młynarskiego, przy czym dopuszcza się zabudowę zieleńca z pozostawieniem skweru i kompleks Teatru Muzycznego „Capitol”, w tym położony przy ulicy Wojciecha Bogusławskiego 14 zabytkowy, dawny budynek biurowo-magazynowy, o pięciu kondygnacjach nadziemnych, z wejściem służbowym do teatru. Za tym kompleksem, w obrębie ulic: Wojciecha Bogusławskiego, Komandorskiej i Józefa Piłsudskiego, zbudowano sześciokondygnacyjny budynek Retro Office House . Z kolei za ulicą Komandorską posadowiony został współczesny, sześciokondygnacyjny budynek przy ulicy Komandorskiej 12. Za nim znajdują się niezabudowane tereny przy Zaułku Wolskim przewidziane pod zabudowę z usługami centrotwórczymi, działalnością komercyjną i ogólnodostępnym pasażem do ulicy Józefa Piłsudskiego. Fragment terenu po północnej stronie ulicy przy skrzyżowaniu z ulicą Stawową zajęty jest przez zieleniec, przy czym postuluje się utworzenie połączenia pieszego z przyszłym pasażem przy Zaułku Wolskim.

## Zieleń

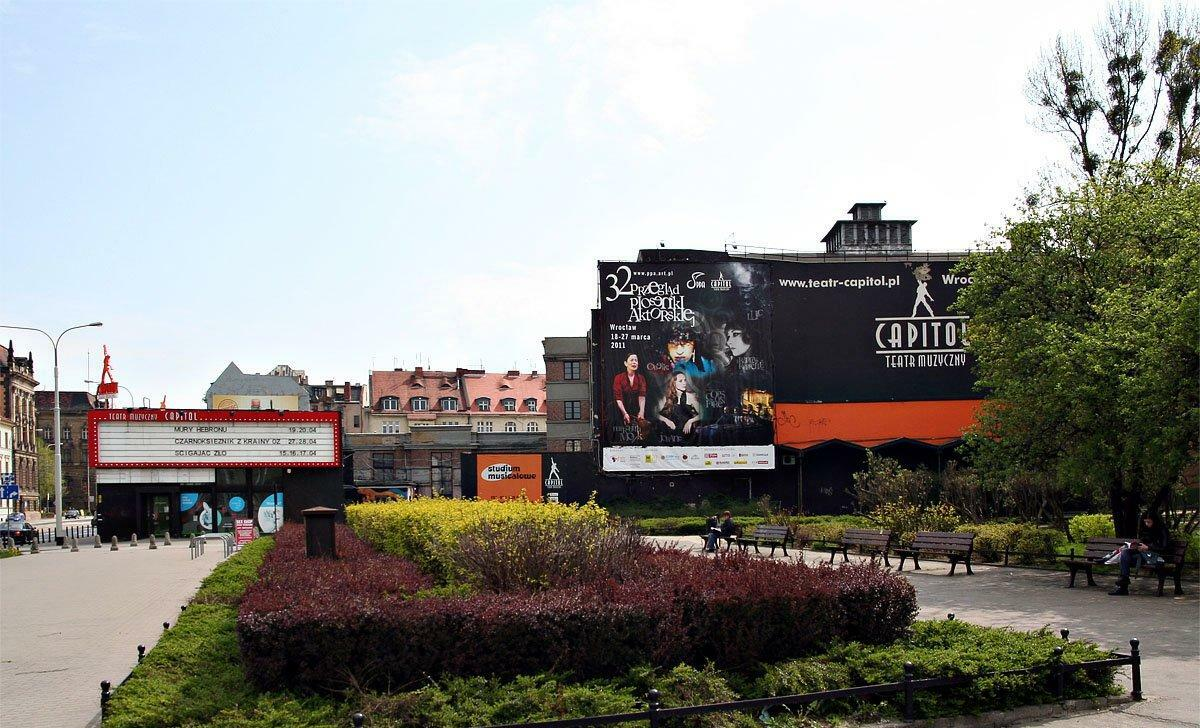
Skwer W. Młynarskiego.

Przy ulicy znajdują się następujące tereny zieleni:
- Zieleniec przy skwerze Wojciecha Młynarskiego[73][74]
- Zieleniec przy ulicy Bogusławskiego – Stawowej[73][80], od 2021 r. skwer Czesława Niemena[81].

## Demografia
Ulica przebiega przez dwa rejony statystyczne, przy czym dane pochodzą z 31.12.2019 r.
| Rejon statystyczny nr | Ilość osób zameldowanych | Gęstość zaludnienia [lud./km²] | położenie                                                 |
| --------------------- | ------------------------ | ------------------------------ | --------------------------------------------------------- |
| 933470                | 354                      | 4.237                          | strona północna od ul. T. Zielińskiego do ul. Świdnickiej |
| 933410                | 112                      | 1.778                          | strona północna od ul. Świdnickiej do ul. Stawowej        |

## Ochrona i zabytki
Obszar na którym położona jest ulica Wojciecha Bogusławskiego jako całość ujęty jest w ewidencji zabytków, w ramach tzw. Przedmieścia Południowego. Dla tego obszaru ochronie podlega przede wszystkim historyczny układ urbanistyczny kształtowany od XIII wieku, następnie od około 1840 r. do początki lat 60. XX wieku. Przy ulicy i w najbliższym sąsiedztwie znajdują się następujące zabytki i inne obiekty historyczne:
| obiekt, położenie | powstanie, nr rej. | fotografia |
| --- | --- | ---------- |
| strona północna | |            |
| Dom handlowy firmy J. Fuchs & Söhne, obecnie Urząd Miejski Wrocławia – Centrum Obsługi Mieszkańców ulica Gabrieli Zapolskiej 4 (ulica Wojciecha Bogusławskiego 6-8)                                                                    | około 1920 r. (projekt Alvin Wedemann) rodzaj ochrony – gez, mpzp, wskazuje się na konieczność wpisania budynków do rejestru zabytków |            |
| Budynek biurowo-magazynowy przy teatrze muzycznym, obecnie budynek administracyjny z zapleczem Teatru Muzycznego "Capitol" ulica Józefa Piłsudskiego 67 (ulica Wojciecha Bogusławskiego 14) zespół budynków dawnego kinoteatru Capitol | 1929 r., lata 2011–2013 (remont, rozbudowa) A/2478/481/Wm z dnia 30.07.1992 r.; 14.11.2003 r. (zmiana), 8.07.2010 r.                  |            |
| strona południowa | |            |
| Estakada kolejowa ulica Wojciecha Bogusławskiego | lata 1900–1905 rodzaj ochrony – gez, mpzp                                                                                             |            |
| Wiadukt kolejowy nad ulicą Tadeusza Zielińskiego ulica Wojciecha Bogusławskiego | 1901 r. rodzaj ochrony – gez, mpzp |            |
| Wiadukt kolejowy nad ulicą Świdnicką ulica Wojciecha Bogusławskiego | 1904 r. rodzaj ochrony – gez, mpzp |            |
| Wiadukt kolejowy ulica Stawowa | 1856 r. rodzaj ochrony – gez, mpzp |            |

## Baza TERYT
Dane Głównego Urzędu Statystycznego z bazy TERYT, spis ulic (ULIC):
- województwo: DOLNOŚLĄSKIE (02)
- powiat: Wrocław (0264)
- gmina/dzielnica/delegatura: Wrocław (0264011) gmina miejska
- Miejscowość podstawowa: Wrocław (0986946) miasto, Wrocław-Stare Miasto (0264059) delegatura
- Gmina/dzielnica/delegatura: Wrocław-Stare Miasto (0264059) delegatura
- Nazwa ulicy: ul. Wojciecha Bogusławskiego (01608).